# Еюг
Еюг — река в России, протекает в Бабушкинском районе Вологодской области. Устье реки находится в 80 км по левому берегу реки Юза. Длина реки составляет 20 км, площадь водосборного бассейна 138 км².
Исток Еюга находится в заболоченном лесу расположен в 11 км к северо-западу от деревни Кокшарка, центра Подболотного сельского поселения. Река течёт в верхнем течении на юг, после впадения слева двух крупнейших притоков, Чёрной и Михайловицы, поворачивает на юго-запад. Верхнее и среднее течение проходит по ненаселённому лесу, при впадении Еюга в Юзу стоит деревня Шонорово (Рослятинское сельское поселение).

## Данные водного реестра
По данным государственного водного реестра России относится к Верхневолжскому бассейновому округу, водохозяйственный участок реки — Унжа от истока и до устья, речной подбассейн реки — Бассей притоков Волги ниже Рыбинского водохранилища до впадения Оки. Речной бассейн реки — (Верхняя) Волга до Куйбышевского водохранилища (без бассейна Оки).
Код объекта в государственном водном реестре — 08010300312110000014672.

### Притоки (км от устья)
- 11 км: река Чёрная (пр)